# La Boixe
La Boixe es una comuna nueva francesa situada en el departamento de Charente, de la región de Nueva Aquitania.

## Historia
Fue creada el 1 de enero de 2025, en aplicación de una resolución del prefecto de Charente de 6 de noviembre de 2024 con la unión de las comunas de Montignac-Charente y Vars, pasando a estar el ayuntamiento en la antigua comuna de Vars.

## Demografía
Según los datos aportados en la resolución del prefecto de Charente, la comuna se crea con 2850 habitantes.

## Composición
| Comuna delegada    | Código INSEE | Población (2022) | Superficie (km²) | Densidad (hab./km²) |
| ------------------ | ------------ | ---------------- | ---------------- | ------------------- |
| Montignac-Charente | 16226        | 699              | 8.63             | 81                  |
| Vars               | 16393        | 2163             | 27.46            | 79                  |